# St. Magdalena (Baierbach)

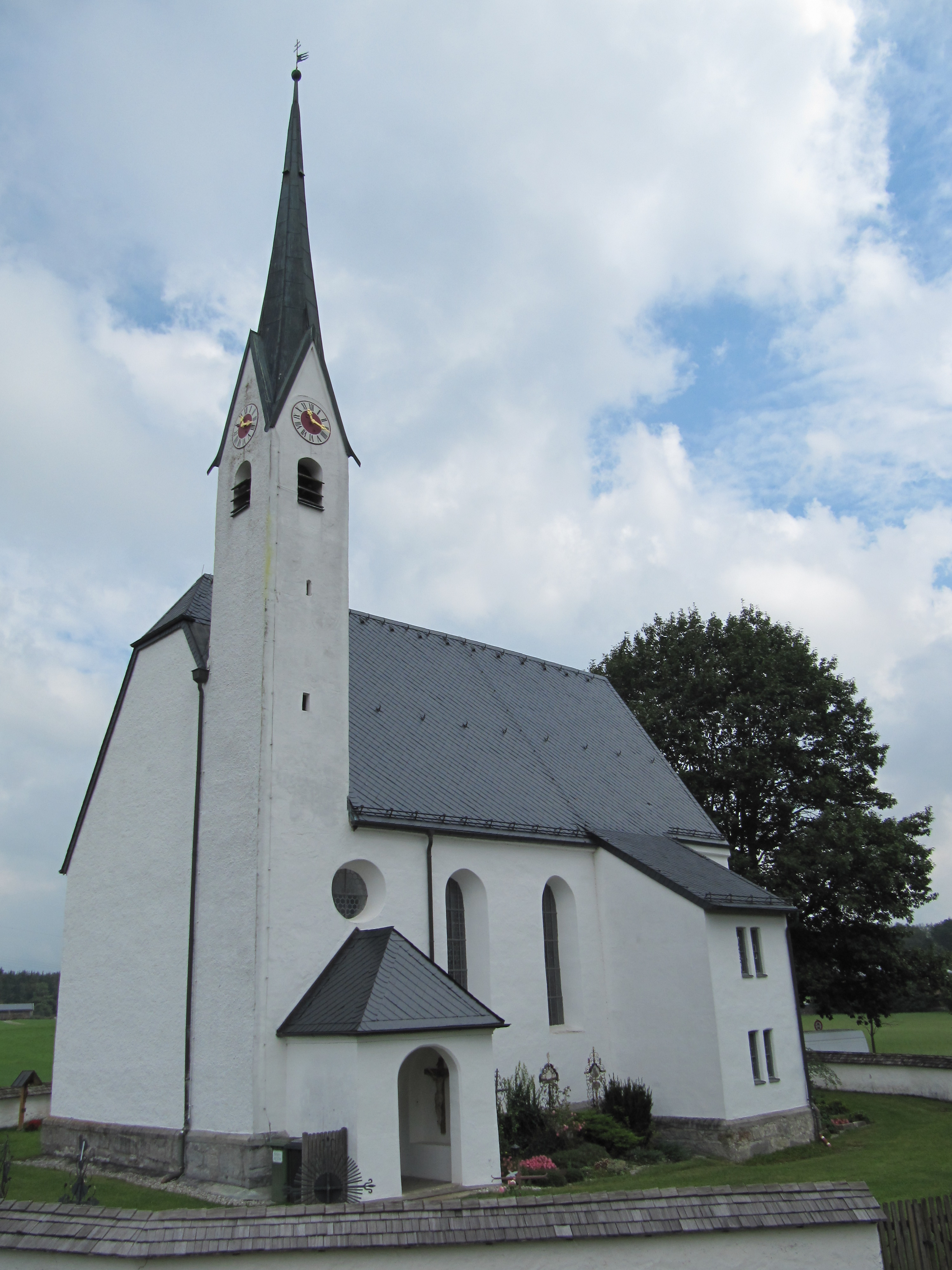
St. Magdalena in Baierbach

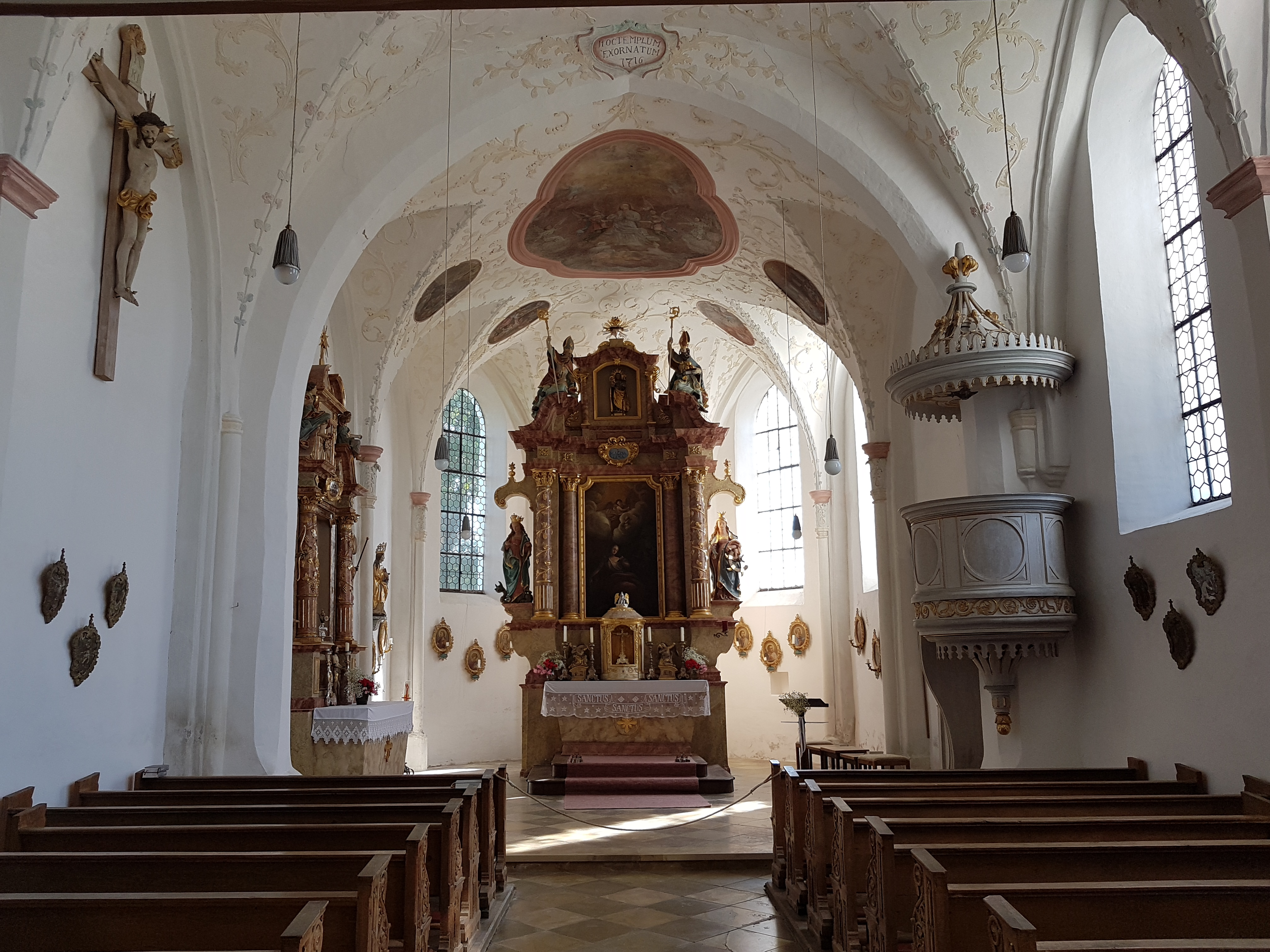
Innenraum

Die römisch-katholische Filialkirche St. Magdalena steht in Baierbach, einem Gemeindeteil von Stephanskirchen im oberbayerischen Landkreis Rosenheim. Das Bauwerk ist in der Liste der Baudenkmäler in Stephanskirchen unter der Nr. D-1-87-177-6 eingetragen. Die Kirche gehört zum Dekanat Rosenheim im Erzbistum München und Freising.

## Beschreibung
Die spätgotische Saalkirche wurde im späten 15. Jahrhundert erbaut. Sie besteht aus einem Langhaus, einem eingezogenen, dreiseitig geschlossenen Chor im Osten und einem 1754 an der Südwestecke des Langhauses angebauten Kirchturm, dessen oberstes Geschoss den Glockenstuhl enthält. Über den Giebeln mit den Zifferblättern der Turmuhr erhebt sich ein spitzer Helm. Die Sakristei an der Südwand des Chors wurde um 1890 angefügt. 
Die Innenräume von Langhaus und Chor sind mit Stichkappengewölben überspannt. Der Hochaltar wurde um 1684 aufgestellt. Das Altarretabel wird von Säulen flankiert, neben denen sich die Statuen der Margareta von Antiochia und der Katharina von Alexandrien befinden. Die historische Orgel erbaut um 1750 wurde von der Orgelbau Linder restauriert.